# Anđeo Gospodnji
 Ovo je glavno značenje pojma Anđeo Gospodnji. Za druga značenja pogledajte Angelus (razdvojba).
Anđeo Gospodnji (lat. "Angelus" = "anđeo") je kršćanska pobožnost u spomen utjelovljenja Isusa Krista. 
Kao i kod mnogih molitvi, ime Anđeo Gospodnji je izvedeno iz početka molitve (hrv. Anđeo Gospodnji navijestio Mariji, lat. Angelus Domini nuntiavit Mariae. Molitva se sastoji od citata iz Biblije iz odlomka, u kojem se spominje kako je anđeo Gabrijel navijestio Djevici Mariji, da će začeti Sina Božjega. Marija je pristala, nakon čega je začela Isusa po Duhu Svetomu. Između svakog od tri citata, moli se molitva Zdravo Marijo.
Molitva se tradicionalno moli u katoličkim crkvama, samostanima i obiteljima tri puta dnevno: ujutro u 6 ili 7 h, na podne i predvečer u 18 ili 19 h. Pobožnost je također prisutna u nekim anglikanskim i luteranskim crkvama.
Anđeo Gospodnji je obično popraćen zvonjavom crkvenih zvona, što je poziv na molitvu.
Običaj je, da papa ima govor svake nedjelje uz molitvu Anđeo Gospodnji u podne, na prozoru Bazilike sv. Petra. Taj govor zove se "Angelus" (tj. papin Angelus) po latinskom nazivu molitve. To je prvi uveo papa Ivan XXIII.

## »Anđeo Gospodnji«na hrvatskom jeziku
Anđeo Gospodnji navijestio Mariji,
I ona je začela po Duhu Svetomu.
Zdravo Marijo ...
Evo službenice Gospodnje,
Neka mi bude po riječi tvojoj.
Zdravo Marijo ...
I Riječ je tijelom postala,
I prebivala među nama.
Zdravo Marijo ...
Moli za nas, sveta Bogorodice,
Da dostojni postanemo obećanja Kristovih.
Pomolimo se: Milost svoju, molimo te, Gospodine, ulij u duše naše, da mi, koji smo po anđelovu navještenju spoznali utjelovljenje Krista, Sina tvoga, po muci njegovoj i križu k slavi uskrsnuća privedeni budemo. Po istom Kristu Gospodinu našem. Amen.
Slava Ocu ... (tri puta)